# 山下佐英
山下 佐英（やました すけひで、1931年10月 -）は、日本の医師、歯科医師、歯学者、鹿児島大学名誉教授、鹿児島医療技術専門学校学長、元鹿児島大学歯学部附属病院長。伊集院高校出身

## 経歴
1957年鹿児島大学医学部卒業、以後、日本赤十字社中央病院インターン、鹿児島大学副手、助手、講師を経て助教授に就任、その後大阪大学歯学部に編入、1970年に卒業後鹿児島大学医学部助教授に復職、1977年に同大学歯学部教授に就任。1997年定年退職し名誉教授。
1967年、鹿児島大学 医学博士　論文は「口腔領域悪性腫瘍の頸部リンパ節転移に関する臨床病理組織学的研究」。

## 著作
- 山下佐英 他 著、伊藤秀夫、塩田重利、高橋庄二郎、宮﨑正 編『口腔病変診断アトラス』医歯薬出版、1980年9月。ISBN 978-4-263-40298-6。
- 山下佐英 他『除痛の臨床』医歯薬出版〈歯科臨床ポイントシリーズ〉、1984年8月。ISBN 978-4-263-40323-5。
- 山下佐英 他 著、大谷隆俊、園山昇、高橋庄二郎 編『図説口腔外科手術学（上）』医歯薬出版、1988年8月。ISBN 978-4-263-40537-6。
- 山下佐英 他 著、大谷隆俊、園山昇、高橋庄二郎 編『図説口腔外科手術学（中）』医歯薬出版、1988年10月。ISBN 978-4-263-40538-3。
- 山下佐英 他 著、大谷隆俊、園山昇、高橋庄二郎 編『図説口腔外科手術学（下）』医歯薬出版、1989年6月。ISBN 978-4-263-40539-0。

## 所属団体
- 日本口腔外科学会 名誉会員[3]、専門医[4]
- 日本口腔科学会 名誉会員[5]
- 日本頭頸部腫瘍学会 元評議員[1]
- 日本歯科薬物療法学会 元評議員[1]
- 国際歯科研究学会 元運営委員[1]

| 学職                                         | 学職                                                           | 学職                                 |
| -------------------------------------------- | -------------------------------------------------------------- | ------------------------------------ |
| 先代 岡伸光 第49回 1995年 岐阜グランドホテル | 日本口腔科学会学術集会 会長 第50回 1996年 鹿児島市民文化ホール | 次代 大橋靖 第51回 1997年 ホテル新潟 |